# Gaarden-Süd und Kronsburg
Gaarden-Süd und Kronsburg bilden den Stadtteil Nr. 13 von Kiel.

## Geschichte
Der Name Gaarden, ursprünglich Ghardin und später Gharden, kommt wahrscheinlich aus dem niederdeutschen Wort Goarn, das Garten bzw. eingehegtes Grundstück bedeutet. Der Stadtteil Gaarden-Süd entwickelte sich aus einer Siedlung, die erstmals 1462 unter dem Namen Wulvesbrok erwähnt wurde. Noch heute gibt es in Kiel eine Straße mit dem Namen Wulfsbrook. Im Jahre 1769 wurde das gesamte südliche Gaarden großfürstlicher und 1773 königlicher Besitz. Das östliche Gaarden ist aus dem Dorf Hemminghestorp hervorgegangen und gehörte schon lange vorher zum Kloster Preetz. Eine inoffizielle Unterscheidung der beiden Stadtteile findet wegen der ehemaligen Besitzverhältnisse mit der Bezeichnung „Fürstlich Gaarden“ für Gaarden-Süd und „Klösterlich Gaarden“ für Gaarden-Ost statt.
Die beiden ehemaligen Dörfer und die heutigen Stadtteile sind durch den Bach Mühlenau, der heute hauptsächlich unterirdisch verläuft, getrennt.
Am 1. April 1910 endete die Eigenständigkeit des Dorfes aus dem ehemaligen Kreis Bordesholm. Es wurde mit Hassee, Hasseldieksdamm, Ellerbek und Wellingdorf in Kiel eingemeindet. Das Kieler Stadtgebiet wuchs damit um 618 Hektar. Der Ortsteil Kronsburg wurde 1923 eingemeindet. Heute ist Kronsburg mit dem Ortsteil Poppenbrügge des Stadtteils Moorsee zusammengewachsen. Von Gaarden-Süd ist Kronsburg durch Bahnschienen getrennt.

## Bekannte Orte
- Fernmeldeturm Kiel – seit 1975 in Betrieb und nicht für die Öffentlichkeit zugänglich.

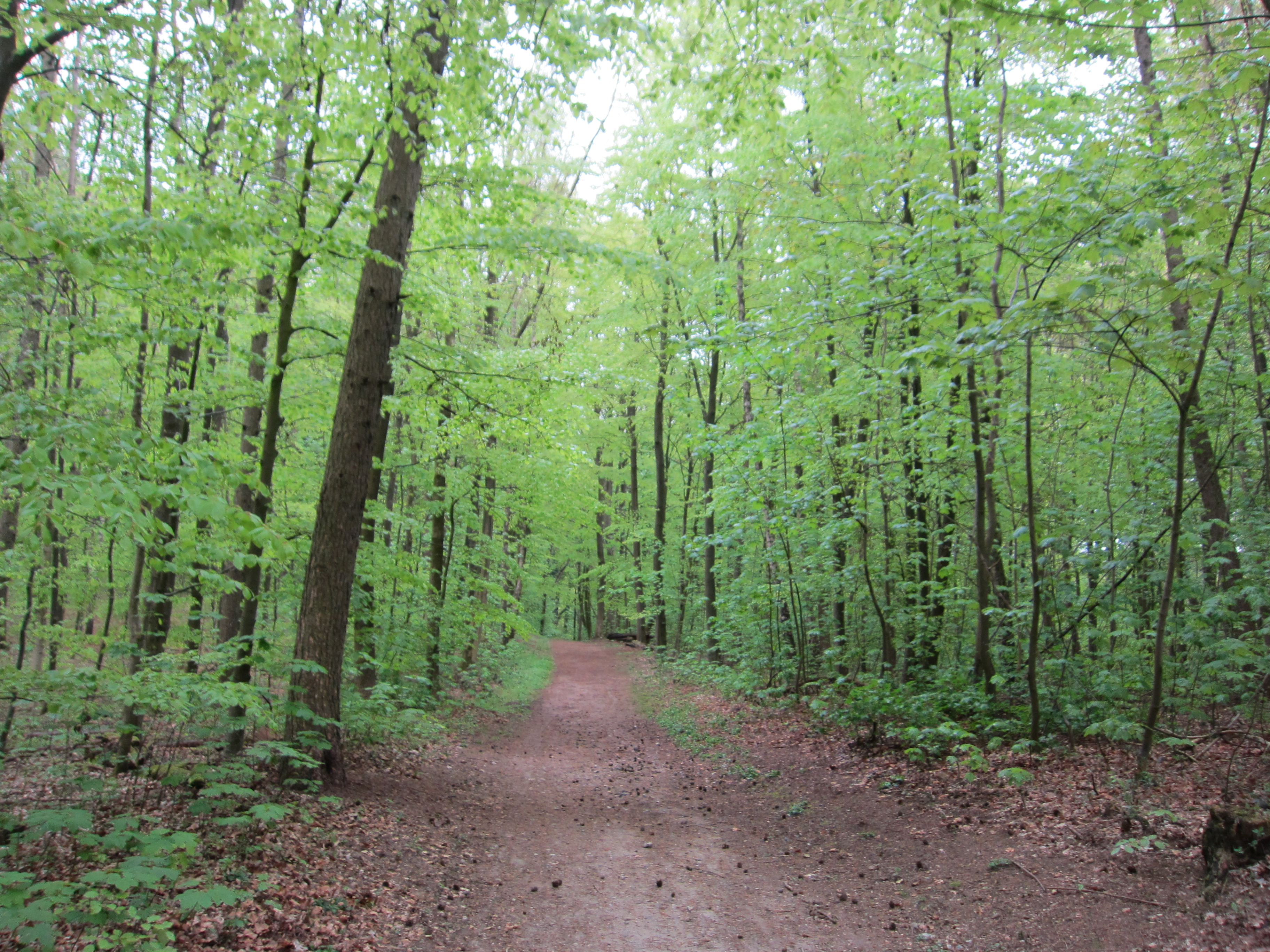
Vieburger Gehölz

- Vieburger Gehölz – Naherholungsgebiet.
- Langsee – gehört zu den Standgewässern in Schleswig-Holstein und zum Kieler  Landschaftsschutzgebiet.

## Schule
- Christliche Schule Kiel – Grundschule, Regionalschule

## Kirchen
- Liebfrauen (kath.)[4]
- St.-Markus-Kirche (ev.-luth.)[5]

## Verkehr
- Bahnstrecke Kiel Süd–Schönberger Strand mit dem nahegelegenen Haltepunkt Kiel Schulen am Langsee